# Soraya Moraes
Soraya Oliveira Rodrigues Moraes, mais conhecida como Soraya Moraes (São Paulo, São Paulo, 29 de janeiro de 1973), é uma cantora de música contemporânea, compositora, pastora e escritora brasileira.
Soraya é casada com Dr. Marco Moraes, médico clínico geral e também produtor musical; e mãe de Rayssa. Marco e Soraya foram consagrados pastores da Igreja do Evangelho Quadrangular do Ipiranga em 3 de junho de 2007. Atualmente são membros da Igreja Do Evangelho Quadrangular - Vila Barros em Barueri.

## Carreira
Soraya Moraes iniciou sua carreira da banda protestante de rock Metanoya com a qual gravou o álbum Guerra em 1992. Entre 1994 e 1999 participou da banda Renascer Praise, e com este grupo gravou 6 álbuns (os volumes 2 a 6 e a coletânea de versões em espanhol La Unción). Seu maior êxito neste período foi a gravação da faixa "Deus é Fiel" que se tornou o maior sucesso da carreira do conjunto e fez o nome e a voz de Soraya nacionalmente conhecidos dentro do nicho evangélico. Em 1998 assinou um contrato individual com o selo Gospel Records, de propriedade dos líderes da Renascer Em Cristo, o casal Estevam e Sônia Hernandes e em 1998 lançou o seu primeiro CD solo: Pensando em Deus.
Em 2000 gravou uma versão em português da canção "When You Believe", integrante da trilha sonora original de O Príncipe do Egito e ganhadora do Oscar de melhor canção. Esta versão, batizada de "Se Tu Quiseres Crer" foi incluída no álbum Milagre, segundo trabalho solo da artista, lançado no mesmo ano.
Em 26 de maio de 2004, assina contrato com a gravadora Line Records e lançou o álbum Deixa o Teu Rio me Levar.
Em 2005 foi premiada com o Grammy Latino na categoria de Melhor Álbum de Música Cristã em Língua Portuguesa pelo trabalho intitulado Deixa O Teu Rio Me Levar - Ao Vivo. Volta a disputar o mesmo prêmio e categoria em 2006 pelo disco Promessas mas não é escolhida. Retorna a ser indicada para o Grammy Latino em 2008, desta vez em 3 categorias: Melhor Álbum de Música Cristã em Língua Portuguesa pelo disco Som da Chuva, Melhor Álbum de Música Cristã em Língua Espanhola pelo CD Tengo Sed de Ti e Melhor Canção Brasileira por "Som da Chuva"; sai vencedora nas três categorias.
Em 10 de agosto de 2010, assina contrato com a gravadora Graça Music e em junho de 2011 lança o álbum Minha Esperança.
Em 21 de maio de 2013, muda novamente de gravadora, assinando desta vez com a Sony Music. Em outubro do mesmo ano, lançou o álbum Céu na Terra.
Em 14 de agosto de 2017 assinou contrato com a gravadora Central Gospel Music.

## Discografia

### Álbuns de estúdio
| Ano  | Álbum                    | Formatos             | Gravadora      | Vendas  | Certificações |
| ---- | ------------------------ | -------------------- | -------------- | ------- | ------------- |
| 1998 | Pensando em Deus         | CD, download digital | Gospel Records | —       | —             |
| 2000 | Milagre                  | CD, download digital | Gospel Records | 100 000 | Ouro          |
| 2001 | Te Adoramos              | CD, download digital | Gospel Records | 100 000 | Ouro          |
| 2003 | A Presença de Deus       | CD, download digital | Gospel Records | 100 000 | Ouro          |
| 2004 | Deixa o Teu Rio me Levar | CD, download digital | Line Records   | 150 000 | Ouro          |
| 2005 | Tudo é Possível          | CD, download digital | Gospel Records | 100 000 | Ouro          |
| 2006 | Promessa                 | CD, download digital | Line Records   | 100 000 | Ouro          |
| 2008 | Som da Chuva             | CD, download digital | Line Records   | 200 000 | Platina       |
| 2009 | Grande é o meu Deus      | CD, download digital | Line Records   | 350 000 | Platina       |
| 2011 | Minha Esperança          | CD, download digital | Graça Music    | 150 000 | Platina       |
| 2013 | Céu na Terra             | CD, download digital | Sony Music     | 20 000  | —             |
| 2016 | Shekinah                 | CD, download digital | Sony Music     | 5 000   | —             |

EPs
| Ano  | Álbum              | Formatos         | Gravadora            | Vendas | Certificações |
| ---- | ------------------ | ---------------- | -------------------- | ------ | ------------- |
| 2018 | Caminho no Deserto | download digital | Central Gospel Music | 5 000  | —             |

## Prêmios
Prêmios vencidos  no Grammy Latino
- 2005: Grammy Latino - Melhor Álbum de Música Cristã em Língua Portuguesa - Deixa o Teu Rio me Levar
- 2008: Grammy Latino - Melhor Álbum de Música Cristã em Língua Portuguesa - Som da Chuva
- 2008: Grammy Latino - Melhor Álbum de Música Cristã em Língua Espanhola - Tengo sede de Tí
- 2008: Grammy Latino - Melhor Canção Brasileira - "Som da Chuva" [14]